# 八木町 (奈良県)
八木町（やぎちょう）は奈良県の中部、高市郡に属していた町。現在の橿原市の市役所所在地であり、桜井線畝傍駅、近鉄橿原線八木西口駅周辺にあたる。

## 地理
- 河川：飛鳥川

## 歴史
- 1889年（明治22年）4月1日 - 町村制の施行により、高市郡八木村、小房村、十市郡北八木村が合併して八木町を発足。
- 1956年（昭和31年）2月11日 - 高市郡今井町・畝傍町・鴨公村・真菅村、磯城郡耳成村と合併して橿原市が発足。同日八木町廃止。

## 交通

### 鉄道路線
- 日本国有鉄道
  - 桜井線
    - 畝傍駅
- 近畿日本鉄道
  - 橿原線
    - 大和八木駅 - 八木西口駅

大和八木駅は当初、磯城郡耳成村大字内膳に所在したが、1949年に大字内膳が八木町に編入された。八木西口駅は大和八木駅の南にあるが、本町の西端近くに位置した。

### 道路
- 国道165号

## 現在の町名
現在の町名では、おおむね以下の地域にあたる。
- 内膳町一 - 五丁目
- 北八木町一 - 三丁目
- 小房町
- 南八木町一 - 三丁目
- 八木町一 - 三丁目